# Colegio Fingoi

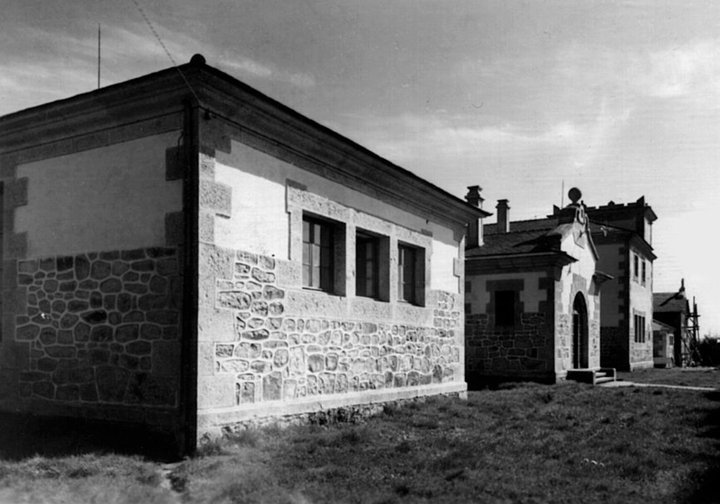
El Colegio Fingoy en sus inicios.

El Colegio Fingoi es un centro de enseñanza privada de la ciudad de Lugo, cuyo consejero delegado (pues no estaba autorizado para ser director) fue Ricardo Carvallo Calero.

## Historia
Fue fundado en el año 1950 por el empresario Antonio Fernández López, acogiéndose a la Ley de Centros Experimentales que permitía poner en marcha una serie de reformas de tipo pedagógico. En sus estatutos deja diseñado un modelo pedagógico centrado en los ciclos de la naturaleza, científico, de coeducación, de enseñanza globalizada y personalizada, natural, experimental y experiencial, que requiere de un profesorado implicado y comprometido con la reflexión sobre la práctica para ir dando respuesta a las diferencias individuales y a las nuevas necesidades y retos educativos de cada momento con afán innovador.
Tuvo como primero director a Ricardo Carvallo Calero, y como profesores a Anxel Xeán, José Cabanillas, Vicente Devesa, Chicha Fernández, Ana María Pardo Múgica, Luis Gómez Pacios, Carlos Varela Veiga, María Luisa Pumariño Vilela y también a Xosé Luis Méndez Ferrín, Bernardino Graña, Arcadio López Casanova.
El colegio formaba parte de un proyecto cultural más amplio, el denominado "Centro de Estudios Fingoi", donde se concedían bolsas para investigación y estudio de la cultura gallega. Para dignificar la cultura gallega e introducirla en la escuela, desde los años cuarenta organizó Cursos de Formación para maestros rurales.
En el mes de junio de 2010 tuvieron lugar los actos de celebración del 60 aniversario de la fundación del colegio.

## Arquitectura
El edificio principal fue diseñado por el arquitecto gallego Manuel Gómez Román.